# Bitwa o Siedlce

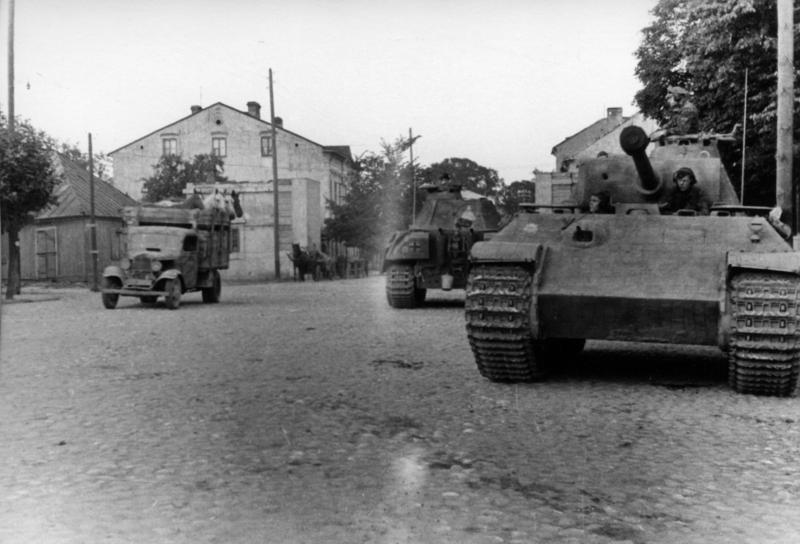
Niemieckie czołgi Panzerkampfwagen V Panther w drodze na pozycje bojowe. Siedlce, ul. Piłsudskiego-Starowiejska, 24–29 lipca 1944

Bitwa o Siedlce lub bitwa pod Siedlcami – bitwa stoczona w czasie II wojny światowej na froncie wschodnim pomiędzy Armią Czerwoną a wojskami niemieckimi od 24 do 31 lipca 1944 roku o kontrolę nad Siedlcami i okolicznymi terenami.

## Tło sytuacyjne
Po zajęciu w lipcu 1944 roku twierdzy Brześć przez Armię Czerwoną, Niemcy obawiali się, że Grupa Konno-Zmechanizowana (2 KKgw i 11 KPanc) dowodzona przez gen. Władimira Kriukowa, nacierająca od południa po osi Parczew – Łuków – Siedlce, przetnie drogę odwrotu walczącym w rejonie Brześcia związkom XX Korpusu Armijnego. W związku z tym utworzyli silną punkt obrony, którego centrum znajdowało się w Siedlcach, przygotowanych do obrony okrężnej. Trzon niemieckiej obrony tworzyły tu: 3 Dywizja Pancerna SS, VIII Korpus Armijny w składzie: 5 Dywizja Piechoty i 211 Dywizja Piechoty oraz 7 Dywizja Piechoty ze składu XX Korpusu Armijnego.

## Przebieg bitwy
Natarcie na Siedlce rozpoczęło się 24 lipca wieczorem. Oddziały 1 Frontu Białoruskiego Armii Czerwonej po złamaniu oporu niemieckiego na podejściach do Siedlec, dotarły na przedpola miasta. Ponieważ kilkakrotne próby zdobycia miasta z marszu nie powiodły się, dowództwo Armii Czerwonej zadecydowało o jego oblężeniu. Następnego dnia, dopiero po całodziennych walkach żołnierze 11 Korpusu Pancernego dowodzonego przez gen. Filippa Rudkina i 2 Gwardyjski Korpus Kawalerii dotarły do pierwszych zabudowań we wschodniej i południowej części Siedlec. To spowodowało, że Niemcy kontratakowali, dążąc do przywrócenia poprzedniego stanu. W kolejnym dniu Siedlce były już oskrzydlone od południa, wschodu i zachodu, a od rana 27 lipca walki toczyły się już wewnątrz miasta. Polscy partyzanci z Armii Krajowej (około 520 żołnierzy), Batalionów Chłopskich i Armii Ludowej udzielali wsparcia wojskom radzieckim. Pod koniec lipca partyzanci z Armii Krajowej zaatakowali wycofujące się z Siedlec oddziały niemieckie które usiłowały zniszczyć istotne dla funkcjonowania miasta urządzenia. Akcja została zakończona powodzeniem.

### Organizacja obrony przez oddziały SS
Pod koniec dnia 29 lipca 3 Dywizja Pancerna SS „Totenkopf” organizowała obronę Siedlec wraz z terenami położonymi na zachód i północny wschód od miasta. Wieczorem w I Batalionie znajdowało się 31 czołgów typu Pantera. W 7 Kompanii znajdowało się dziewięć 
czołgów Panzerkampfwagen IV. 8 Kompania 3. Dywizji Przeciwpancernej SS posiadała 12 dział szturmowych. Rejon na północny wschód od Kałuszyna w nocy z 29 na 30 lipca osłaniały oddziały 3 Pancernego Batalionu Rozpoznawczego. Około godziny 6:30 od strony Groszek pojawiło się radzieckie rozpoznanie, które zostało wzięte do niewoli i ujawniło, że Rosjanie planują zająć szosę z kierunku południowego poruszając się na północ. Nazistowskie oddziały batalionowe organizowały punkty obronne od Stawisk do rejonu na wschód od Kałuszyna, ponieważ Rosjanie silnymi jednostkami obsadzili Sinołękę. Piotrowina również była zajęta przez wojska radzieckie. W rejonie wsi Bojmie doszło do ostrzału niemieckiego batalionu rozpoznawczego przez Armię Czerwoną. Koło południa saperzy 5 Pancernego Batalionu Rozpoznawczego SS „Wiking” wraz z 3 Pancernym Batalionem Rozpoznawczym zajmowali stanowiska na wschód od rzeki Kostrzyń. Doszło do trzech odpartych ataków Rosjan na stanowiska niemieckie.

### Główne walki o Siedlce i okolice 30–31 lipca
30 lipca od około godziny 4:00 rano do 9:00 oddziały czerwonoarmistów atakowały kolejne niemieckie pozycje w okolicach Broszkowa. O godzinie 10:30 z rejonów Dąbrówka-Wyłazy na prawe skrzydło II Batalionu 6. Pułku Granadierów Pancernych SS, na południe od drogi Siedlce – Nowe Opole, uderzyły silne oddziały piechoty, którym towarzyszyły trzy czołgi T-34 oraz jeden IS. Równolegle Rosjanie przeprowadzali operację dywersyjną w sile kompanii przeciw lewemu skrzydłu batalionu, które obsadzało wzgórza na południe od Igani. I Batalion 6. Pułku Granadierów Pancernych SS wyszedł do kontrataku, aby wspomóc II Batalion. Nie dało się powstrzymać rosyjskiego włamania i obsadzić starej linii obrony jednostkami niemieckimi. Armia Czerwona rzucając do walki nowe oddziały odparła I Batalion 6 Pułku Granadierów Pancernych SS. Niemcy przeprowadzając atak z kierunku Siedlec, na północ od głównej szosy, na Kałuszyn na drodze przez wieś Polaki do Czarnowąż rozpoznali ruchy Armii Czerwonej. Rosjanie zostali wówczas wyparci przez oddziały niemieckie. 
Po poprzednich dniach (przed 30 lipca), w których Rosjanie wielokrotnie próbowali wedrzeć się do Siedlec wzdłuż szosy z Międzyrzecza Podlaskiego, przesunęli kierunek ataku do rejonu leżącego po obu stronach Grabianowa. Na pozycję III Batalionu 6. Pułku Granadierów Pancernych SS, o godzinie 10:00, uderzyło 15 czołgów ze wsparciem piechoty (w akcji brały udział T-34 oraz ciężkie IS-y). Radzieckie czołgi przełamały niemieckie pozycje obronne i wkroczyły do centrum Siedlec, w których czyniły spustoszenie. Rozgorzały liczne walki uliczne. Główne walki toczyły się w rejonie dworca kolejowego. Do godziny 12:30 czołgi Armii Radzieckiej zostały zniszczone (wśród nich znajdował się również amerykański M4 Sherman). Atak został powstrzymany. 
Na północno-wschodnim skraju miasta pozycje obronne zajmował 989. Batalion Strzelców Krajowych wsparty przez niewielką grupę bojową pod dowództwem jednego z poruczników SS z baterii sztabowej III Dywizjonu 3. Pułku Artylerii Pancernej SS „Totenkopf”. Stanowiska niemieckie były ostrzeliwane przez ciężki ogień rosyjskiej artylerii. Ataki czerwonoarmistów ze wschodu na miasto były regularnie powstrzymywane. Następne uderzenia były prowadzone z kierunku północno-wschodniego. Z okolicy Golic uderzyły rosyjskie czołgi wraz z piechotą. Niemiecka obrona została przełamana, dzięki czemu Armia Czerwona wkroczyła do północno-wschodniej części Siedlec. Czołgi ZSRR pozostały na przedmieściach. Kontratak SS wyrzucił Rosjan ponownie z miasta. Od około godziny 15:00 ponownie rozpoczął się atak sowieckiej artylerii. Niemcy spodziewając się kolejnego ataku wycofali swoje czołgi na pozycję na peryferiach Siedlec. 
Po południu oddziały 3 Dywizji Pancernej SS „Totenkopf” otrzymały rozkaz porzucenia nocą miasta i ustawienia się na linii obrony wytyczonej na północnym brzegu rzeki Liwiec. Około godziny 17:00 3. Dywizja Pancerna SS, podczas przygotowań do odwrotu, została zaatakowana z kierunku wschodniego przez Sowietów w sile 12 czołgów. Po zażartych walkach na wschodnich peryferiach miasta zaatakowany został cały front obrony. Walki przesunęły się w głąb miasta. Po godzinie 20:15 walki o Siedlce toczyły się na wszystkich kierunkach z wyjątkiem północno-zachodniego. Koło godziny 23:00 pod koniec dnia 30 lipca feldmarszałek Walther Model w rozmowie telefonicznej z generałem Hellmuthem Beckerem wydał rozkaz wycofania wojsk ku rzece Liwiec. Do godziny 3:00 w nocy 31 lipca wszystkie oddziały niemieckie wycofały się z Siedlec. Tego samego dnia Armia Czerwona wkroczyła do miasta oraz natychmiastowo przeszła do dalszych działań zaczepnych.

## Po bitwie
Bitwa o Siedlce zakończyła się taktycznym zwycięstwem Armii Czerwonej. Miasto zostało zniszczone w 45%, w gruzach legło 43% domów, zniszczenia ulic i placów sięgały 52%. Miejskie straty oszacowano na około 60 milionów przedwojennych złotych. W wyniku walk wojska radzieckie straciły około 3,5 tysiąca żołnierzy oraz 64 czołgów, a niemieckie 1,5 tysiąca żołnierzy oraz około 30 czołgów. Po bitwie 1 sierpnia 1944 cała elitarna 3. SS Panzer-Division „Totenkopf" posiadała 145 pojazdów pancernych, z czego jedynie 45 było sprawnych. Zdobycie miasta pozwoliło stronie rosyjskiej na przerzucenie i przegrupowanie oddziałów do kolejnych bitew (m.in. pod Radzyminem), które zbliżały się do Warszawy. W drugiej połowie 1944 roku Siedlce były jednym z ośrodków formowania Ludowego Wojska Polskiego.

## Upamiętnienie
- Jeden z niemieckich pododdziałów w dniach 27-30 lipca w rejonach Siedlec przygotowywał materiał propagandowy przedstawiający bitwę. Został on opublikowany w tygodniku Berliner Illustrirte Zeitung numer 33 z 17 sierpnia 1944 roku[3].
- W dniu rocznicy zdobycia Siedlec odbywają się uroczystości upamiętniające wydarzenie. Biorą w nich udział mieszkańcy, lokalni politycy, kombatanci wojenni, działacze społeczni oraz harcerze[7][1].